# ایه‌یا، اوکیناوا
ایه‌یا، اوکیناوا (به لاتین: Iheya, Okinawa) یک منطقهٔ مسکونی در ژاپن است که در استان اوکیناوا واقع شده‌است. ایه‌یا  ۱٬۵۸۶ نفر جمعیت دارد.